# Peter Welch
Peter F. Welch (ur. 2 maja 1947 w Springfield) – amerykański polityk, członek Partii Demokratycznej. W latach 2007–2023 był przedstawicielem stanu Vermont w Izbie Reprezentantów Stanów Zjednoczonych. Od 2023 Senator Stanów Zjednoczonych